# Сальта, Том
Том Сальта (англ. Tom Salta) — американский композитор, музыкант и музыкальный продюсер. Большинство работ Тома Сальты связано с написанием игровой музыки для компьютерных игр и саундтреков для кинофильмов. Под псевдонимом «Atlas Plug» Сальта записал и выпустил два музыкальных альбома.
Том Сальта родился в Норуолке, штат Коннектикут (англ. Norwalk, Connecticut), США. Сальта пишет в основном электронную и классическую оркестровую музыку, используя струнные оркестровые инструменты, напряжённую перкуссию и кинематографическую электронику. Он записывает живые оркестры и хоры, а также использует в своей работе синтезаторы и программное обеспечение. Героический военный саундтрек для Tom Clancy's Ghost Recon Advanced Warfighter (Ubisoft, 2006) записанный при участии «Northwest Sinfonia Orchestra», впоследствии был номинирован на MTV Video Music Awards 2006.

## Atlas Plug
Atlas Plug — псевдоним (англ. nom de guerre) Тома Сальты, под которым он выпустил два альбома: «2004 — 2 Days or Die» и «Around the World». Альбом «2 Days or Die» изначально был выпущен только в цифровом виде для распространения через интернет, однако потом вышел и на CD. Несколько композиций из альбома впоследствии присутствовали в играх Need for Speed: Underground 2, Crackdown, Tom Clancy's Ghost Recon Advanced Warfighter и Project Gotham Racing 3. 9 декабря 2008 года Сальта выпустил мини-альбом (миньон) «Around the World», который поступил в продажу в онлайновом магазине «FIXT Store». «Around the World» содержит ремиксы от Brent Young, Deprogrammed и Kearley. Центральная композиция (сингл) альбома «Around the World» включена в альбом «Best of the Best (Collector’s Edition)», который содержит лучшие саундтреки игровой музыки.

## Дискография

### Atlas Plug
- 2004 — 2 Days or Die
- 2008 — Around the World (мини-альбом и ремиксовый альбом)[1]

### Телесериалы и шоу
- Joan of Arcadia
- Third Watch
- Punk’d
- Latin Access
- Missing

### Кинофильмы
- Shrediquette
- Тройной форсаж: Токийский дрифт

### Компьютерные игры
- Tom Clancy's H.A.W.X.[2]
- Tom Clancy's H.A.W.X. 2
- Tom Clancy's Ghost Recon Advanced Warfighter
- Tom Clancy's Ghost Recon Advanced Warfighter 2[3]
- Crackdown
- Full Auto 2: Battlelines
- Cold Fear
- Project Gotham Racing 3
- Still Life
- Need for Speed: Underground 2
- MLB 2006
- Tom Clancy's Ghost Recon 2 (главная тема/совместная работа)
- Sprung
- DOTA 2 Weekly Top10 Soundtrack
- Get On Da Mic
- Rallisport Challenge 2
- Street Racing Syndicate
- Red Steel
- Red Steel 2
- Prince of Persia: The Forgotten Sands[4]
- Just Dance 2
- PlayerUnknown's Battlegrounds
- Warface
- Deathloop
- The Outlast Trials

## Внешние ссылки
- Официальный сайт Тома Сальты
- Официальный сайт проекта Atlas Plug
- Spence D. Tom Salta Interview The composer discusses how he came to score Need For Speed Underground 2 (англ.) 4. IGN (24 ноября 2004). — Обширное интервью с Томом Сальтой. Дата обращения: 25 апреля 2009. Архивировано из оригинала 30 марта 2012 года.
- Том Сальта на сайте Game-OST
- Atlas Plug на MySpace